# EU OPS
EU OPS (Abkürzung für Air Operations Regulation der EU) ist eine Verordnung der Europäischen Union (EU), die die Mindestsicherheit und damit verbundene Verfahren für den gewerblichen Luftverkehr mit Passagier- und Frachtflugzeugen festlegt. Die Rechtsvorschriften sind offiziell als Verordnung (EWG) Nr. 3922/91 des Rates vom 16. Dezember 1991 zur Harmonisierung der technischen Vorschriften und der Verwaltungsverfahren in der Zivilluftfahrt veröffentlicht.

## Kategorien
Diese Vorschriften leiten sich nach Konsultationen zwischen der EU und den Joint Aviation Authorities (JAA) im Jahr 1997 von der bis 2008 gültigen Verordnung JAR-OPS 1 ab und sind diesen sehr ähnlich. Seitdem werden deren Vorschriften von der EASA-OPS abgelöst. Die Vorschriften betreffen Schulungen, Dokumentationen, Verfahren und Konformitäten in den folgenden Kategorien:
- Betreiberzertifizierung und -überwachung
- Betriebsverfahren
- Allwetterbetrieb
- Allgemeine Leistung
- Leistungsklasse A
- Leistungsklasse B
- Leistungsklasse C
- Masse und Balance
- Instrumente und Ausrüstung
- Kommunikations- und Navigationsausrüstung
- Flugzeugwartung
- Flugpersonal
- Kabinenpersonal
- Handbücher, Protokolle und Aufzeichnungen
- Flug- und Dienstzeitbeschränkungen und Erholungsanforderungen
- Beförderung gefährlicher Güter auf dem Luftweg
- Sicherheit

## Weiterentwicklung der Flugbetriebsregeln
Die Europäische Kommission hat am 24. August 2013 die Verordnung (EU) Nr. 800/2013 über den Flugbetrieb veröffentlicht. Sie ändert die Verordnung (EU) Nr. 965/2012 zur Festlegung der technischen Anforderungen und Verwaltungsverfahren für den Flugbetrieb gemäß der Verordnung (EG) Nr. 216/2008 des Europäischen Parlaments und des Rats und erweitert seinen Anwendungsbereich auf nichtkommerzielle Operationen mit Flugzeugen, Hubschraubern, Ballonen und Segelflugzeugen.

## Regeln in Europa
Trotz ihrer Bedeutung für die Flugsicherheit gab es bis vor kurzem keine europäischen Flugzeitregeln. Erst seit Juli 2008 müssen die EU-Mitgliedstaaten den Abschnitt Q (in Anhang III) der EU-OPS-Verordnung einhalten, der die Flugzeitbeschränkungen (FTL) für Flugbesatzungen regelt.
Mit diesem EU-OPS-Unterabschnitt Q hat die EU zum ersten Mal in der Geschichte einen harmonisierten, rechtsverbindlichen Mindestsatz von FTL-Sicherheitsregeln eingeführt, um die Ermüdung von Piloten in ganz Europa zu verhindern. Einzelne EU-Länder können zwar strengere FTL-Vorschriften auf nationaler Ebene anwenden, sie dürfen jedoch das von EU-OPS festgelegte Mindestmaß nicht unterschreiten, es sei denn, sie beantragen eine bestimmte Ausnahmeregelung.
Zusätzlich zu den gesetzlichen Anforderungen enthalten Tarifverträge (Collective Labour Agreements, CLAs) auf Unternehmensebene häufig FTL-Bestimmungen, die speziell auf die Bedingungen dieses Unternehmens zugeschnitten sind. Diese CLA-Regeln können keine niedrigeren Sicherheitsniveaus als EU-OPS festlegen. In den meisten Fällen sehen sie strengere FTL-Bestimmungen als die nationalen Gesetze oder EU-OPS vor. Sie bieten daher ein höheres Sicherheitsniveau als gesetzlich vorgeschrieben.
Bei der Festlegung eines Mindestsicherheitsniveaus ist Teil Q keinesfalls ideal. Seine Hauptschwäche ist, dass es nie einer wissenschaftlichen und medizinischen Bewertung unterzogen wurde. Daher basieren die Bestimmungen von Teil Q nicht auf fundierten wissenschaftlichen Erkenntnissen über ihre Fähigkeit, die Ermüdung des Piloten zu verhindern. Dies ist ein wichtiger Kritikpunkt, da die heutigen Vorschriften nicht gewährleisten, dass die Passagiere beim Einsteigen in ein europäisches Flugzeug das höchste, wissenschaftlich belegte Sicherheitsniveau genießen können.
Außerdem werden in Unterabschnitt Q wichtige FTL-Aspekte, die für die Flugsicherheit von entscheidender Bedeutung sind, nicht behandelt, wie z. B. Split Duty, die erweiterte Besatzung auf Langstreckenflügen, bestimmte Bereitschaftsarten usw. Diese Bereiche sind derzeit den nationalen Gesetzgebern überlassen; so gibt es unterschiedliche nationale Rechtsvorschriften in Europa.